# Specklinia tsubotae
Specklinia tsubotae là một loài thực vật có hoa trong họ Lan. Loài này được (Luer & R.Escobar) Luer mô tả khoa học đầu tiên năm 2004.